# Menquis
Os Menquis são um grupo indígena que se divide nos subgrupos menqui e iranxe.